# North Eastern MetroStars SC
Il North Eastern MetroStars Soccer Club, noto semplicemente come MetroStars, è una società calcistica dell'Australia meridionale, con sede nella città di Adelaide. Milita nella NPL SA, la massima serie semiprofessionistica del campionato dell'Australia meridionale.

## Storia
Il club era inizialmente conosciuto come Metro Knights prima di cambiare nome nel 1999 per evitare un conflitto di nome con i Para Hills Knights. È stato raggiunto un accordo verbale con i MetroStars di New York della Major League Soccer per rinominare la squadra in North Eastern MetroStars. I membri del comitato che fondarono il club furono Peter Pipicella, Andrew Perrone, Tony Taormina, Ady DiBartolo, Frank Calipari e Rob Rende.
Ha iniziato a giocare Division 2 del Saturday Amateur League nel 1995, nella quale ha ottenuto la promozione in Division 1 ed è diventata rapidamente la squadra dominante del campionato.
Il club è entrato nella SASF State League nel 1999 e ha vinto la promozione in Premier League nella sua prima stagione.
MetroStars ha successivamente consolidato la sua posizione nel massimo campionato di calcio dell'Australia meridionale ed è diventato uno dei club leader del campionato. Durante la formazione della FFSA e della Super League, MetroStars ha sostenuto la federazione e all'inizio del 2006 è stato il primo club a diventarne membro.
Recentemente sono diventati una forza dominante nella Super League negli ultimi anni, vincendo sia nella squadra senior che in quella delle riserve. Hanno anche prodotto giovani talenti come Jason Spagnuolo, Fabian Barbiero e Francesco Monterosso, tutti reclutati dall'Adelaide Utd, mentre Adriano Pellegrino e Shane Smeltz sono entrati negli albi di altri club di A-League.
Il 25 agosto 2012 hanno vinto per la terza volta la finale della Federation Cup contro i Para Hills Knights.
Nel settembre 2012, il club ha vinto il suo terzo campionato di lega. MetroStars ha vinto consecutivamente le National Premier Leagues South Australia Minor Premierships nel 2013 e nel 2014.
Nel 2013 entra a far parte della NPL, nuova competizione introdotta dalla FSA a partire dallo stesso anno.
Nell'ottobre 2014, MetroStars ha sconfitto la squadra del New South Wales Bonnyrigg White Eagles 1–0 conquistando la National Premier Leagues.
Nel giugno 2016, MetroStars ha sconfitto l'Adelaide Comets 1–0 all'Hindmarsh Stadium vincendo la FFSA Federation Cup e qualificandosi per la FFA Cup, adesso conosciuta come Australia Cup.
Nel giugno 2017, MetroStars ha sconfitto l'Adelaide City 2–0 all'Hindmarsh Stadium vincendo la FFSA Federation Cup e qualificandosi per i sedicesimi di finale della FFA Cup per il terzo anno consecutivo.

## Palmarès

### Competizioni nazionali
- National Premier Leagues: 1

2014
- First Division South Australia: 3

2004, 2009, 2012
- FSA Federation Cup: 6

2004, 2008, 2012, 2016, 2017, 2023

## Organico
Aggiornato al 6 marzo 2024
| N. |                      | Ruolo | Calciatore         |
| -- | -------------------- | ----- | ------------------ |
| 2  | Australia (bandiera) | D     | Maceo Jones        |
| 3  | Australia (bandiera) | D     | Lochlon Cazpla     |
| 4  | Australia (bandiera) | D     | Noah McNamara      |
| 5  | Australia (bandiera) | D     | Christian D'Angelo |
| 6  | Australia (bandiera) | D     | Jackson Fortunatow |
| 7  | Australia (bandiera) | C     | Hamish Gow         |
| 8  | Australia (bandiera) | C     | Christian Sotira   |
| 11 | Australia (bandiera) | C     | Cameron Woodfin    |
| 12 | Australia (bandiera) | A     | Emmanuel Dolo      |
| 14 | Australia (bandiera) | C     | Eduardo Castaneda  |
| 15 | Australia (bandiera) | C     | Nicholas Pedicini  |

| N. |                      | Ruolo | Calciatore        |
| -- | -------------------- | ----- | ----------------- |
| 16 | Australia (bandiera) | C     | Stefan Tantari    |
| 17 | Australia (bandiera) | C     | Sallu Kamara      |
| 18 | Australia (bandiera) | C     | Fabian Barbiero   |
| 19 | Australia (bandiera) | C     | Mohamed Bility    |
| 22 | Australia (bandiera) | C     | Jackson Walls     |
| 23 | Australia (bandiera) | D     | Scott Nagel       |
| 25 | Australia (bandiera) | A     | Michael Cittadini |
| 26 | Giappone (bandiera)  | A     | Ren Nagamatsu     |
| 36 | Australia (bandiera) | P     | Alessio Ruggiero  |
| 50 | Australia (bandiera) | P     | Cody Oestreich    |